# Milan Mokroš
Milan Mokroš (* 4. července 1957, Karviná) je bývalý český a německý hokejový obránce. Po skončení aktivní kariéry působí v Kasselu jako trenér.

## Hokejová kariéra
V československé lize hrál za TJ Vítkovice. V roce získal s Vítkovicemi československý mistrovský titul 1981. Reprezentoval Československo na Mistrovství Evropy juniorů v ledním hokeji 1976, kde skončil tým na 4. místě. V létě 1981 emigroval a 1 sezónu působil v americkém týmu Birmingham South Stars. Dále pokračoval v německé lize v týmech Düsseldorfer EG, Eintracht Frankfurt a Kassel Huskies.

## Klubové statistiky
| Sezona    | Klub                | Soutěž          | Základní část | Základní část | Základní část | Základní část | Základní část |
| Sezona    | Klub                | Soutěž          | Z             | G             | A             | B             | TM            |
| --------- | ------------------- | --------------- | ------------- | ------------- | ------------- | ------------- | ------------- |
| 1976/1977 | TJ Vítkovice        | 1. liga         | -             | -             | -             | -             | -             |
| 1978/1979 | TJ Vítkovice        | 1. liga         | 30            | 2             | 5             | 7             | 14            |
| 1979/1980 | TJ Vítkovice        | 1. liga         | 39            | 0             | 4             | 4             | 46            |
| 1980/1981 | TJ Vítkovice        | 1. liga         | 25            | 3             | 7             | 10            | 18            |
| 1982/1983 | Düsseldorfer EG     | 1. německá liga | 8             | 2             | 2             | 4             | 14            |
| 1983/1984 | Düsseldorfer EG     | 1. německá liga | 45            | 4             | 22            | 26            | 54            |
| 1984/1985 | Düsseldorfer EG     | 1. německá liga | 36            | 6             | 24            | 30            | 60            |
| 1985/1986 | Düsseldorfer EG     | 1. německá liga | 36            | 5             | 25            | 25            | 60            |
| 1986/1987 | Eintracht Frankfurt | 1. německá liga | 32            | 3             | 10            | 13            | 47            |
| 1987/1988 | Eintracht Frankfurt | 1. německá liga | 33            | 4             | 19            | 23            | 50            |
| 1988/1989 | Eintracht Frankfurt | 1. německá liga | 34            | 2             | 13            | 15            | 40            |
| 1989/1990 | Eintracht Frankfurt | 1. německá liga | 30            | 1             | 15            | 16            | 53            |
| 1990/1991 | Eintracht Frankfurt | 1. německá liga | 42            | 7             | 27            | 34            | 78            |
| 1994/1995 | Kassel Huskies      | 1. německá liga | 38            | 3             | 14            | 17            | 40            |
| 1995/1996 | Kassel Huskies      | 1. německá liga | 39            | 0             | 5             | 5             | 32            |
| 1996/1997 | Kassel Huskies      | 1. německá liga | 10            | 0             | 0             | 0             | 5             |